# Černihivs'ka
Černihivs'ka (in ucraino Чернігівська?, ) è una stazione della linea Svjatošyns'ko-Brovars'ka, la linea 1 della metropolitana di Kiev. È stata inaugurata il 4 ottobre 1968.